# Białomorski Okręg Wojskowy
Białomorski Okręg Wojskowy (ros. Беломорский военный округ, БелВО) – ogólnowojskowy, operacyjno-terytorialny związek Sił Zbrojnych RFSRR, a następnie ZSRR istniejący w latach 1918, 1920–1921, 1944–1956.

## I i II formowanie
Okręg został sformowany zgodnie z postanowieniem Rady Komisarzy Ludowych z maja 1918, istniał od 4 maja 1918 do 15 sierpnia 1918 i od 24 marca 1920 do 10 maja 1921 (20 marca 1920 - 17 maja 1921. Początkowo obejmował terytoria guberni archangielskiej, wołogodskiej i ołonieckiej, wyspy Morza Białego i część wysp Oceanu Północnego, zasięg terytorialny okręgu ulegał następnie zmianom.

## III formowanie
Po raz trzeci okręg sformowano 15 grudnia 1944 (według Wojskowego Słownika Encyklopedycznego z 1984; stycznia 1945 według encyklopedii Wielka Wojna Ojczyźniana) poprzez przemianowanie Archangielskiego Okręgu Wojskowego. Dowództwo rozmieszczono w mieście Kiem. W skład okręgu weszła 14 Armia i szereg samodzielnych jednostek. Okręg wypełniał zadania związane z obroną północnych granic ZSRR, jednocześnie formując i szkoląc oddziały rezerwistów, w tym uzupełniających jednostki frontowe).
W 1945 w skład okręgu wchodziły terytoria Archangielskiej, Wołogodskiej, Murmańskiej i Karelo-Fińskiej SRR oraz Komi ASRR.
W styczniu 1946 obwody archangielski i wołogodski oraz Komi ASRR zostały przekazane w skład ponownie utworzonego Archangielskiego Okręgu Wojskowego. W marcu 1946 siedzibę dowództwa przeniesiono do Pietrozawodska.
1 lipca 1951 (29 czerwca 1951) okręg przemianowano na Północny Okręg Wojskowy (okręg włączono w skład Północnego Okręgu Wojskowego).

## Dowództwo
Stacjonowało w miejscowościach Archangielsk, Wołogda, Kemi i Pietrozawodsk.

### I formowanie
- Kierownik wojskowy Fiodor Ogorodnikow;
- Wojskowi komisarze polityczni A.D. Makarow, Anatolij Gekker;
- Szef sztabu Aleksandr Samojło.

### II formowanie
Okręgowi komisarze wojskowi:
- kwiecień — sierpień 1920 — Bronisław Krajewski;
- sierpień — wrzesień 1920 — G.S. Dudnikow (cz.p.o.)
- wrzesień — listopad 1920 — M. Szypow.

Dowodzący wojskami okręgu:
- listopad 1920 — kwiecień 1921 — Siergiej Nacarenus.

Wojskowi komisarze polityczni:
- kwiecień — październik 1920 — A.I. Pisariew;
- październik 1920 — kwiecień 1921 — Jan Springis-Szypow.

Szefowie sztabu:
- kwiecień 1920 — N.I. Łyszyński (cz.p.o.)
- kwiecień — maj 1920 — A.A. Koriełow (cz.p.o.);
- maj — czerwiec 1920 — Ł.N. Rostow;
- czerwiec 1920 — maj 1921 — A.A. Koriełow.

### III formowanie
Dowódcy:
- generał pułkownik Walerian Frołow (15 grudnia 1944 – kwiecień 1948)
- generał pułkownik Michaił Szumiłow (maj 1948 – czerwiec 1949)
- marszałek Związku Radzieckiego Kiriłł Mierieckow (czerwiec 1949 – 29 czerwca 1951)

Członek Rady Wojskowej (od stycznia 1947 do czerwca 1950 zastępcy dowódcy do spraw politycznych):
- generał major Gieorgij Jemieljanienko (styczeń 1945 – marzec 1947)
- generał major Aleksandr Fominych (maj 1947 – lipiec 1950)
- generał major Iwan Bieliakow (lipiec 1950 – 29 czerwca 1951)

Szef sztabu:
- cz.p.o. podpułkownik służb adm. A.I. Kuricyn (15 grudnia 1944 – styczeń 1945)
- generał major Michaił Iwanow (styczeń 1945)
- generał porucznik Lew Skwirski (styczeń 1945 – 9 lipca 1945)
- generał major Wiktor Orleanski (9 lipca 1945 – marzec 1947)
- cz.p.o. generał major Iwan Gierasew (marzec – maj 1947)
- generał porucznik Aleksandr Kuszczew (maj 1947 – październik 1948)
- cz.p.o. generał major Iwan Gierasew (listopad 1948)
- generał porucznik Gieorgij Kozłow (listopad 1948 – 29 czerwca 1951)[3]